# Kristjan Mlekuš
Kristjan Mlekuš, slovenski policist in sindikalist, * 1978.
Svoje otroštvo je preživel v Novi Gorici. Po končani srednji kadetski šoli v Tacnu leta 1997 je opravljal različna dela in naloge v policiji, od policista, pomočnika komandirja, komandirja in vodje izmene OKC. Med letoma 2006 in 2007 je bil pripadnik mirovnih sil Organizacije združenih narodov UNMIK na Kosovu. Od leta 2017 je predsednik Sindikata policistov Slovenije.
Leta 2010 je prejel bronasti znak policije za prispevek k varnosti.
Leta 2017 je prevzel vodenje Sindikata policistov Slovenije in postal njegov predsednik. V več stavkah in drugih sindikalnih akcijah je uspel izboljšati plače in pogoje dela slovenskih policistov. Zaradi javnega opozarjanja na politične pritiske na slovensko policijo ter zlorabe policije v politične namene v času tretje Janševe Vlade (2020-2022) mu je takratni generalni direktor policije Anton Olaj izdal pisno opozorilo pred odpovedjo delovnega razmerja v policiji. Opozorilo pred odpovedjo Mlekušu je v slovenski družbi dvignilo precej prahu, saj ga je prejel zaradi opozarjanja na zlorabo policije pri posredovanju zoper mirne protestnike 5. oktobra 2022 v Ljubljani. Sindikat je kasneje z vložitvijo zahteve za ustavno presojo dosegel zadržanje spremembe zakona o organiziranosti in delu v policiji, ki bi omogočil zamenjavo policijskih šefov.
Kot prvopodpisani je 7. januarja 2022 v Državni zbor Republike Slovenije vložil predlog sprememb Zakona o delovnih razmerjih, ki bi vsem delavcem v Sloveniji nudil zaščito pred odpovedjo zaradi neutemeljenih in šikanoznih očitkov.
Na osednji proslavi ob Dnevu slovenske policije 27. junija 2022 je kot predsednik Sindikata policistov Slovenije prejel zlati znak policije.
Na javni Radioteleviziji Slovenija so ga 13.10.2021, ob objavi skoraj enournega intervjuja predstavili z naslednjimi besedami: "Kristjan Mlekuš je tisti 43-letni policist, ki ga je v slovensko javnost izstrelil boj za pravice policistov. Del javnosti ga zaznava kot junaka, ker se je postavil po robu tako generalnemu direktorju policije kot ministru za notranje zadeve zaradi podpore policistom na protestih, na katerih je vlada prvič v zgodovini samostojne Slovenije aktivirala 9. člen. Kar je sledilo v sliki, zvoku in besedah, je z veliko zaskrbljenostjo spremljala večina državljanov. Mlekuš je kot predsednik Sindikata policista Slovenije v javnem pismu zahteval, naj se ugotovi, ali je policija sploh ravnala v skladu s pravili in ali je vodstvo dajalo zakonite ukaze. Zaradi »lova« na anonimnega policista, ki je govoril v oddaji Tarča, je Mlekuš v podporo na svojem FB-profilu napisal, da anonimni policist predstavlja glas več kot osem tisoč policistk in policistov na terenu. Tudi njegovega. V oddaji Odprto za srečanje je Primorca, ki z družino živi v Kozani v Goriških brdih, pred mikrofon povabila Nataša Uršič" (vir: https://365.rtvslo.si/arhiv/odprto-za-srecanja/174813571)

## Več prispevkov
- https://365.rtvslo.si/arhiv/odprto-za-srecanja/174813571
- https://www.policija.si/medijsko-sredisce/sporocila-za-javnost/sporocila-za-javnost-gpue/114260-letosnji-dan-policije-obelezili-s-koncertom-v-centru-prestolnice
- https://siol.net/novice/slovenija/sindikat-policistov-dovolj-je-sikaniranja-delodajalcev-562819
- https://siol.net/novice/slovenija/trem-ljubljanskim-policistom-vrocena-opozorila-pred-odpovedjo-sindikati-zadevo-ze-preucujejo-558413
- https://siol.net/novice/slovenija/trem-ljubljanskim-policistom-vrocena-opozorila-pred-odpovedjo-sindikati-zadevo-ze-preucujejo-558413
- https://twitter.com/StudioCity_/status/1443487309169676288?t=zDQbdwri1R9OjR9T2CB1FA&s=19
- https://www.dnevnik.si/1042980640/slovenija/sps-v-dz-vlozil-7323-podpisov-za-spremembe-postopka-odpovedi-delovnega-razmerja-
- https://www.dnevnik.si/1042974668/slovenija/pismo-sindikata-anonimnemu-policistu-iz-tarce-hvala-za-pogum-in-iskrenost
- https://www.dnevnik.si/1042970954
- https://www.mladina.si/209686/stroka-je-povozena-velja-le-se-politicna-volja/
- https://novice.svet24.si/clanek/novice/slovenija/616c4f622a85e/vodji-policijskih-sindikatov-o-prostaskih-izjavah-ministra-apatiji-v-policiji-in-svetih-kravah